# Hszian-Hszienjangi nemzetközi repülőtér
A Hszian-Hszienjangi nemzetközi repülőtér (IATA: XIY, ICAO: ZLXY) nemzetközi repülőtér Kínában, Hszian közelében. 2018-as forgalma alapján Kína 7. a világ 44. legforgalmasabb repülőtere. Kezelője a XXIA. Éves utasforgalma 30 173 312 fő (2021).

## Futópályák
A repülőtér futópályái:
- 05L/23R (3000 m, 45 m, aszfalt)
- 05R/23L (3800 m, 60 m, beton)

## Forgalom
Az utasforgalom az elmúlt években az alábbi módon változott:
| Utasok száma | 3 878 988 | 4 433 604 | 7 942 034 | 11 372 630 | 18 010 405 | 23 420 654 | 32 970 215 | 41 857 406 | 31 083 681 | 13 558 364 |
|              | 2000      | 2002      | 2005      | 2007       | 2010       | 2012       | 2015       | 2017       | 2020       | 2022       |

## Légitársaságok és úticélok
2024-ben a Hszian-Hszienjangi nemzetközi repülőtérről az alábbi járatok indulnak:

### Személy
| Légitársaság              | Célállomások |
| ------------------------- | --- |
| 9 Air                     | Anshun, Guangzhou, Haikou, Shihezi, Turpan |
| AirAsia X                 | Kuala Lumpur–International |
| Air Busan                 | Busan |
| Air Chang'an              | Altay, Bazhong, Beihai, Changchun, Chifeng, Dalian, Dunhuang, Fuzhou, Guilin, Guiyang, Haikou, Huai'an, Huaihua, Jingdezhen, Lianyungang, Mudanjiang, Ningbo, Qinhuangdao, Sanya, Shenyang, Tongliao, Tongren, Weifang, Wenzhou, Xiamen, Yantai, Yichang, Yinchuan, Yingkou, Zhuhai |
| Air China                 | Astana, Beijing–Capital, Beijing–Daxing, Guilin, Hangzhou, Hohhot, Karamay, Shanghai–Pudong, Tianjin, Wenzhou, Wuhan |
| Air China Inner Mongolia  | Beijing–Capital |
| Asiana Airlines           | Seoul–Incheon (újrakezdődik 2024 július 1-től) |
| Batik Air Malaysia        | Charter: Kuching |
| Beijing Capital Airlines  | Beijing–Daxing, Changchun, Chenzhou, Chizhou, Enshi, Guilin, Haikou, Hangzhou, Harbin, Huangshan, Lijiang, Mangshi, Nanjing, Quanzhou, Sanya, Shijiazhuang, Songyuan, Xiamen, Yichun (Jiangxi), Yining, Yueyang |
| Cathay Pacific            | Hong Kong |
| Chengdu Airlines          | Changsha, Fuzhou, Guiyang |
| China Eastern Airlines    | Aksu, Altay, Beijing–Daxing, Changchun, Changsha, Changzhou, Chongqing, Dali, Dalian, Dongying, Dubai–International, Dunhuang, Fuzhou, Golmud, Guangzhou, Guiyang, Haikou, Hangzhou, Harbin, Hefei, Hohhot, Hong Kong, Hotan, Jiayuguan, Jieyang, Jinan, Jinchang, Jinggangshan, Karamay, Kashgar, Korla, Kunming, Kuqa, Lanzhou, Lhasa, Lianyungang, Lüliang, Macau, Moscow–Sheremetyevo, Nanchang, Nanjing, Nantong, Ningbo, Ordos, Phuket, Qingdao, Sanya, Seoul–Incheon, Shache, Shanghai–Hongqiao, Shanghai–Pudong, Shenyang, Shenzhen, Shigatse–Peace, Sydney, Taizhou, Tianjin, Tokyo–Narita, Ürümqi, Weihai, Wenzhou, Wuhan, Wuhu, Wuxi, Xiamen, Xining, Xinyang, Xishuangbanna, Yan'an, Yantai, Yinchuan, Yining, Yiwu, Yulin (Shaanxi), Yushu, Zhangye, Zhuhai, Zunyi–Maotai |
| China Express Airlines    | Alxa Left Banner, Bayannur, Changzhi, Chengde, Chongqing, Dalian, Fuzhou, Hangzhou, Harbin, Korla, Liuzhou, Qingdao, Quzhou, Tianjin, Tianshui, Tongliao, Ulanhot, Ulanqab, Wanzhou, Xiangyang, Xilinhot, Xishuangbanna, Yantai, Yongzhou, Zhangjiakou, Zhuhai |
| China Southern Airlines   | Almaty, Ashgabat, Beijing–Daxing, Changchun, Changsha, Chengdu–Shuangliu, Chengdu–Tianfu, Chongqing, Dalian, Daqing, Guangzhou, Harbin, Hefei, Hotan, Jieyang, Jinan, Kashgar, Korla, Kunming, Nanning, Shenyang, Shenzhen, Shiyan, Ürümqi, Wuhan, Yinchuan, Yiwu, Zhuhai |
| China United Airlines     | Foshan |
| Colorful Guizhou Airlines | Guiyang, Xingyi |
| Dalian Airlines           | Beijing–Capital |
| Donghai Airlines          | Jingzhou, Shenzhen |
| Fuzhou Airlines           | Fuzhou, Guiyang, Harbin, Hohhot, Tianjin |
| GX Airlines               | Jining, Nanning, Yulin (Shaanxi) |
| Hainan Airlines           | Beijing–Capital, Changsha, Chongqing, Dalian, Fuzhou, Guangzhou, Guilin, Guiyang, Haikou, Hangzhou, Harbin, Kunming, Nanchang, Nanjing, Ningbo, Qianjiang, Qingdao, Sanya, Shanghai–Pudong, Shaoguan, Shenyang, Shenzhen, Tokyo–Narita, Ürümqi, Wuhai, Xiamen, Yinchuan, Zhuhai |
| Hebei Airlines            | Beijing–Daxing, Korla |
| Jiangxi Air               | Nanchang, Ürümqi |
| Jin Air                   | Szezonális: Jeju |
| Joy Air                   | Alxa Left Banner, Changsha, Ejin Banner, Quanzhou, Yulin (Shaanxi), Zhengzhou |
| Juneyao Air               | Guyuan, Haikou, Nanjing, Shanghai–Hongqiao, Shanghai–Pudong, Wuxi, Zhongwei |
| Korean Air                | Seoul–Incheon |
| Kunming Airlines          | Changchun, Kunming, Mangshi, Tengchong |
| Loong Air                 | Baotou, Bishkek, Changbaishan, Changzhou, Chifeng, Harbin, Kunming, Tashkent Szezonális charter: Kota Kinabalu |
| Lucky Air                 | Kunming, Lijiang, Xishuangbanna |
| Okay Airways              | Changsha, Jiujiang, Nanchang, Nanning, Ningbo, Shenzhen, Tianjin, Urumqi |
| Ruili Airlines            | Dalian, Hohhot, Kunming, Shenyang |
| Scoot                     | Singapore |
| Shandong Airlines         | Aksu, Guilin, Guiyang, Jinan, Longnan, Qingdao, Xiamen, Yantai |
| Shanghai Airlines         | Budapest (kezdődik 2024 június 22-től), Shanghai–Hongqiao |
| Shenzhen Airlines         | Guangzhou, Hefei, Huizhou, Linyi, Nanjing, Nanning, Nantong, Quanzhou, Shenyang, Shenzhen, Wenzhou, Wuxi, Yangzhou, Yantai, Yinchuan |
| Sichuan Airlines          | Altay, Beihai, Changchun, Chengdu–Shuangliu, Chiang Mai, Chongqing, Diqing, Guiyang, Haikou, Harbin, Jinan, Kunming, Lhasa, Lijiang, Luzhou, Nyingchi, Osaka–Kansai, Panzhihua, Qingdao, Sanya, Shanghai–Pudong, Shenyang, Shenzhen, Ürümqi, Wanzhou, Xichang, Xishuangbanna, Yantai, Yibin, Yinchuan, Yingkou |
| Spring Airlines           | Bangkok–Suvarnabhumi, Dalian, Fuyang, Jieyang, Nanchang, Ningbo, Shanghai–Hongqiao, Shanghai–Pudong, Shangrao, Shenyang, Shenzhen, Tonghua, Ürümqi |
| Thai AirAsia              | Bangkok–Don Mueang |
| Thai Lion Air             | Bangkok–Don Mueang, Phuket |
| Tianjin Airlines          | Anshun, Aral, Baotou, Bayannur, Changde, Chifeng, Chongqing, Dalian, Dazhou, Erenhot, Ganzhou, Guilin, Guiyang, Haikou, Hailar, Hami, Harbin, Hengyang, Hohhot, Huaihua, Jinan, Kunming, Lianyungang, Libo, Liupanshui, London–Heathrow, Nanchang, Nanjing, Sanya, Shenyang, Tacheng, Tianjin, Tongliao, Turpan, Ulanhot, Ürümqi, Wuhai, Wuhan, Xiamen, Xilinhot, Yulin (Guangxi), Yulin (Shaanxi), Zhanjiang, Zhuhai, Zunyi–Maotai, Zunyi–Xinzhou |
| Tibet Airlines            | Dali, Hangzhou, Jinan, Kunming, Lhasa, Lijiang, Nanjing, Nantong, Nyingchi, Qamdo, Shenyang, Shenzhen, Shigatse–Peace, Xishuangbanna |
| Urumqi Air                | Ürümqi, Zhanjiang |
| VietJet Air               | Ho Chi Minh City (kezdődik 2024 április 30-tól) |
| XiamenAir                 | Changsha, Fuzhou, Guyuan, Hangzhou, Quanzhou, Tianjin, Wanzhou, Xiamen, Yinchuan, Zhongwei |

### Cargo
| Légitársaság          | Célállomások     |
| --------------------- | ---------------- |
| China Postal Airlines | Seoul–Incheon    |
| Korean Air Cargo      | Seoul–Incheon    |
| SF Airlines           | Tokyo–Narita     |
| YTO Cargo Airlines    | Almaty, Tashkent |

## Lásd még
- A világ legforgalmasabb repülőterei utasszám alapján